# الناصرية (المنيا)
قرية الناصرية هي إحدى القرى التابعة لمركز بني مزار بمحافظة المنيا في جمهورية مصر العربية. حسب إحصاءات سنة 2006، بلغ إجمالي السكان في الناصرية 15778 نسمة، منهم 8240 رجل و7538 امرأة.